# Тен-Лейк (тауншип, Миннесота)
Тен-Лейк (англ. Ten Lake) — тауншип в округе Белтрами, Миннесота, США. На 2000 год его население составило 1005 человек.

## География
По данным Бюро переписи населения США площадь тауншипа составляет 93,2 км², из которых 58,8 км² занимает суша, а 34,3 км² — вода (36,84 %).

## Демография
По данным переписи населения 2000 года здесь находились 1005 человек, 312 домохозяйств и 249 семей.  Плотность населения —  17,1 чел./км².  На территории тауншипа расположено 502 постройки со средней плотностью 8,5 построек на один квадратный километр. Расовый состав населения: 35,32 % белых, 61,99 % коренных американцев, 0,10 % — других рас США и 2,59 % приходится на две или более других рас. Испанцы или латиноамериканцы любой расы составляли 0,60 % от популяции тауншипа.
Из 312 домохозяйств в 44,6 % воспитывались дети до 18 лет, в 44,6 % проживали супружеские пары, в 27,2 % проживали незамужние женщины и в 19,9 % домохозяйств проживали несемейные люди. 14,1 % домохозяйств состояли из одного человека, при том 5,8 % из — одиноких пожилых людей старше 65 лет. Средний размер домохозяйства — 3,22, а семьи — 3,41 человека.
36,8 % населения — младше 18 лет, 8,0 % — в возрасте от 18 до 24 лет, 24,2 % — от 25 до 44, 22,7 % — от 45 до 64, и 8,4 % — старше 65 лет. Средний возраст — 31 год. На каждые 100 женщин приходилось 97,1 мужчин.  На каждые 100 женщин старше 18 приходилось 93,0 мужчин.
Средний годовой доход домохозяйства составлял 33 906 долларов, а средний годовой доход семьи —  34 896 долларов. Средний доход мужчин —  29 125  долларов, в то время как у женщин — 20 573. Доход на душу населения составил 11 853 доллара. За чертой бедности находились 17,7 % семей и 21,6 % всего населения тауншипа, из которых 28,4 % младше 18 и 4,8 % старше 65 лет.